# Ворм-Спрінгс (Орегон)
Ворм-Спрінгс (англ. Warm Springs) — переписна місцевість (CDP) в США, в окрузі Джефферсон штату Орегон. Населення — 2435 осіб (2020).

## Географія
Ворм-Спрінгс розташований за координатами 44°47′30″ пн. ш. 121°14′54″ зх. д. / 44.79167° пн. ш. 121.24833° зх. д. (44.791594, -121.248279).  За даними Бюро перепису населення США в 2010 році переписна місцевість мала площу 110,45 км², з яких 110,11 км² — суходіл та 0,34 км² — водойми.

## Демографія
Згідно з переписом 2010 року, у переписній місцевості мешкало 2945 осіб у 712 домогосподарствах у складі 606 родин. Густота населення становила 27 осіб/км².  Було 747 помешкань (7/км²).
Расовий склад населення:
| - 91,7 % — корінних американців - 2,6 % — білих - 0,1 % — чорних або афроамериканців |

До двох чи більше рас належало 5,0 %. Частка іспаномовних становила 8,4 % від усіх жителів.
За віковим діапазоном населення розподілялося таким чином: 35,8 % — особи молодші 18 років, 59,0 % — особи у віці 18—64 років, 5,2 % — особи у віці 65 років та старші. Медіана віку мешканця становила 24,9 року. На 100 осіб жіночої статі у переписній місцевості припадало 106,1 чоловіків;  на 100 жінок у віці від 18 років та старших — 104,7 чоловіків також старших 18 років.
Середній дохід на одне домашнє господарство  становив 47 603 долари США (медіана — 44 612), а середній дохід на одну сім'ю — 47 670 доларів (медіана — 44 943). Медіана доходів становила 31 923 долари для чоловіків та 31 563 долари для жінок. За межею бідності перебувало 35,6 % осіб, у тому числі 46,5 % дітей у віці до 18 років та 8,2 % осіб у віці 65 років та старших.
Цивільне працевлаштоване населення становило 1062 особи. Основні галузі зайнятості: публічна адміністрація — 25,6 %, освіта, охорона здоров'я та соціальна допомога — 16,9 %, мистецтво, розваги та відпочинок — 16,7 %.